# Nationalpark Tablas de Daimiel
Der spanische Nationalpark Tablas de Daimiel liegt in der autonomen Region Kastilien-La Mancha im Bereich der Gemeinden Daimiel und Villarrubia de los Ojos. Das für einen Nationalpark recht kleine Schutzgebiet schützt eine der letzten verbliebenen Flussauen Zentralspaniens. Die Ausdehnung betrug ursprünglich 1.928 ha, seit 2014 liegt sie bei 3.030,5 ha. Aufgrund von Wassermangel, der im Wesentlichen auf die Nutzung von Grundwasser zur Bewässerung zurückging, war das Gebiet zeitweise ausgetrocknet.

## Geschichte

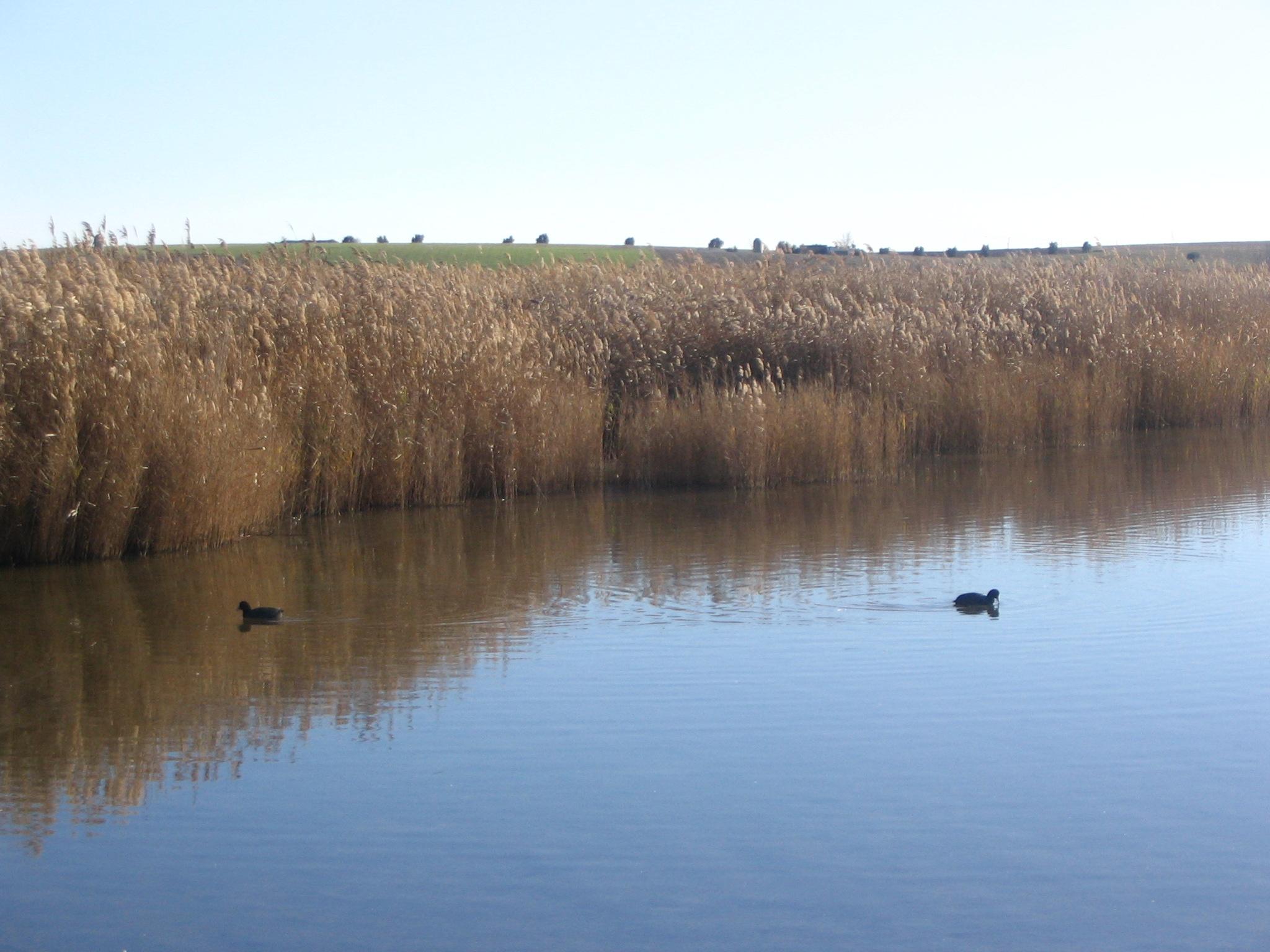
Tablas de Daimiel

Bereits im Jahre 1325 erwähnte Don Juan Manuel die Eignung der Ufer des Flusses Cigüela für die Beizjagd. Im Jahre 1575 beschrieb Philipp II. in seinen Relaciones Topográficas die Tablas de Daimiel und befahl „gut auf sie aufzupassen“. Die Jagd auf Wasservögel hat in den Tablas de Daimiel eine lange Tradition, hier jagten 1870 der General Juan Prim und 1875 König Alfons XII.
1956 wurde ein Gesetz über die Trockenlegung der Feuchtgebiete entlang der Flüsse der Mancha (Ley de Desecación de Márgenes del Gigüela, Záncara y Guadiana) verkündet. Es blieb bis zur Einrichtung des Nationalparks 1973 in Kraft. Während dieser Jahre wurden Kanäle gebaut und hektarweise Feuchtgebiete trockengelegt. Die Trockenlegung der Feuchtgebiete entlang dieser Flüsse hätte Auswirkungen auf die gesamte Region gehabt, charakteristische Wasserflächen wie die Ojos del Guadiana und die Tablas de Daimiel wären verschwunden.
Anfang der 1960er schritt die Kanalisierung der Flüsse der Mancha immer schneller voran. Damals begann bereits das unkontrollierte Anzapfen des Grundwassers zur Bewässerung, was in den 1970er Jahren zum Hauptproblem werden sollte.
Die Tablas de Daimiel wurden 1973 zum Nationalpark erklärt, 1981 zum Biosphärenreservat und 1982 zum „Feuchtgebiet von internationaler Bedeutung“ nach der Ramsar-Konvention. Seit 1988 sind sie Besonderes Schutzgebiet nach der EU-Vogelschutzrichtlinie (in Spanien mit ZEPA abgekürzt).

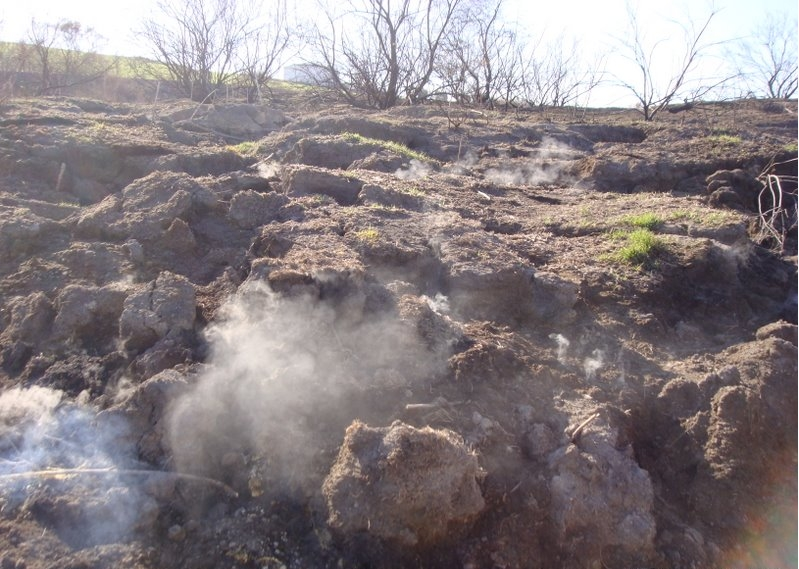
Rauchschwaden eines unterirdischen Torfbrandes in den Tablas de Daimiel

Die Tablas waren ab 2005 praktisch ausgetrocknet. Infolgedessen hatten sich unterirdische Torflager entzündet. Durch die jahrelange Austrocknung bildeten sich Risse im Erdreich, durch die Torflager in Berührung mit Luftsauerstoff kamen, wobei es zur Selbstentzündung gekommen ist. Auf diese Weise entstand ein unterirdischer Schwelbrand, dessen Abgase durch die Risse im Boden an die Oberfläche traten. Infolgedessen setzten die Tablas mehr Kohlendioxid frei, als sie einlagerten. Anfang Februar 2010 wurde der Brand durch wochenlange Regenfälle sowie aus zwei Stauseen herbeigeführtes Wasser gelöscht.
Die Nationalparkbehörde hat zwischen 2004 und 2013 mehr als 4,4 Millionen m³ Wasserentnahmerechte abgelöst und 1.904 ha Land in der Umgebung des Parks aufgekauft. Im Januar 2014 wurde der Nationalpark erweitert um jene erworbenen Grundstücke, die unmittelbar angrenzen. Seine Gesamtfläche vergrößerte sich dadurch um 1.102,5 ha auf 3.030,5 ha.

## Hydrologie
Die Wasserversorgung der Tablas de Daimiel hängt mit dem großen Grundwasservorkommen La Mancha Occidental unter dem westlichen Teil der Mancha zusammen, das man früher „Aquifer 23“ nannte und heute als „Hydrogeologische Einheit 04-04“ bezeichnet. Die Tablas de Daimiel und die Ojos del Guadiana befinden sich am südwestlichen Rand dieses Aquifers. Unter natürlichen Bedingungen fließt das Wasser im Aquifer langsam nach Westen und tritt an den Ojos del Guadiana an die Oberfläche. Durch die unkontrollierte Wasserentnahme wurde der Grundwasserspiegel stark abgesenkt, so dass seit etwa 1984 kein Grundwasser mehr die Ojos del Guadiana und die Tablas de Daimiel speist. Die Fließverhältnisse haben sich umgekehrt, Wasser aus den Tablas de Daimiel versickert im karstigen Untergrund und speist so das Grundwasser.
Die Tablas de Daimiel waren 1995 zum ersten Mal praktisch ausgetrocknet; von 2005 bis 2010 waren sie wieder ohne Wasser. Die starken Regenfälle 2010 haben dafür gesorgt, dass die Tablas de Daimiel im Jahr 2010 sowie 2011 wieder ihren Höchststand erreicht haben. Der hohe Wasserstand täuscht jedoch, da der über lange Zeit ausgetrocknete karstige Untergrund noch sehr viel Wasser aufnehmen kann.
Der Fluss Guadiana hängt mit dem Grundwasserkörper La Mancha Occidental eng zusammen. Die Ojos del Guadiana waren der wichtigste Zufluss am Mittellauf des Guadiana. Der Fluss führte das ganze Jahr über Wasser, war dann aber lange Zeit ausgetrocknet. Seit 2010 führt er ebenfalls wieder Wasser.
Der zweite wichtige Zufluss der Tablas de Daimiel, der Cigüela, hat auch unter natürlichen Bedingungen einen schwankenden Wasserstand. Die Veränderungen sind hier nicht ganz so gravierend wie beim Guadiana, dennoch liefert auch der Cigüela heute weniger Wasser. Eine Ursache ist, dass an seinem Oberlauf für die Jagd Teiche angelegt wurden, um so Wasservögel anzulocken.
Einen wichtigen Beitrag zur Artenvielfalt in den Tablas de Daimiel liefert die Tatsache, dass die beiden Hauptzuflüsse einen deutlich unterschiedlichen Salzgehalt aufweisen. Während der Guadiana Süßwasser führt, handelt es sich bei dem Wasser vom Cigüela eher um Brack- oder Salzwasser; er entspringt nahe Cuenca und passiert die Region um Alcázar de San Juan, in der zum Teil sehr salzhaltige Lagunen zu finden sind. In den Tablas de Daimiel gibt es daher auf sehr engem Raum Süß-, Salz- sowie Brackwasserbereiche.

## Ökologische Bedeutung

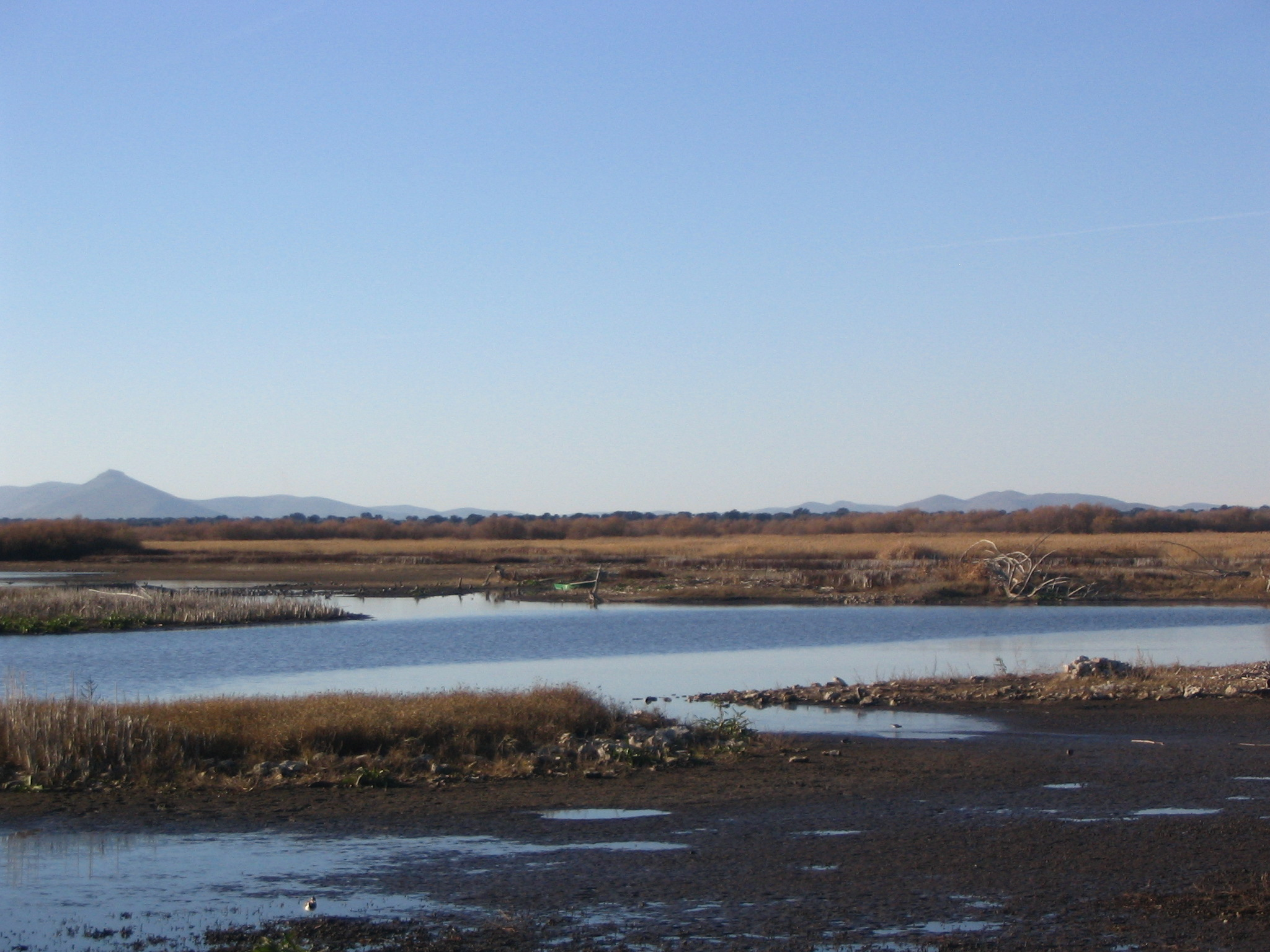
Die tablas fluviales

Die Tablas de Daimiel sind in Spanien das letzte Relikt der flussbegleitenden Feuchtgebiete, bei denen ein Fluss an seinem Mittellauf über die Ufer tritt. Solche Feuchtgebiete treten vor allem bei geringem Gefälle und dort auf, wo in Flussnähe flache Senken liegen.
Die Feuchtgebiete am Zusammenfluss des Guadiana mit seinem Zufluss Cigüela zählen aufgrund ihrer Fauna und Flora zu den wichtigsten Spaniens. Zudem werden sie von einer großen Zahl von Zugvögeln wie Enten und Gänsen für einen Zwischenhalt genutzt.
Ihr Wasser erhalten sie von zwei Flüssen mit unterschiedlichem Charakter: der salzhaltige Gigüela bezieht sein Wasser aus den Cabrejas-Sümpfen im Hochland der Provinz Cuenca, während der Guadiana aus seinen „ojos“ genannten Quellen, die etwa 15 km nördlich des Nationalparks bei Villarrubia de los Ojos liegen, „süßes“ Wasser heranführt.

### Vegetation

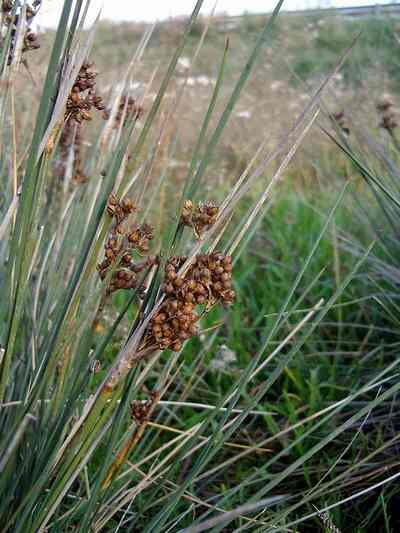
Binse (Juncus acutus)

Gespeist durch das Süßwasser des Guadiana entstanden ausgedehnte Flächen mir Schilfrohr (Phragmites australis), während das salzigere Wasser des Cigüela andere Wasserpflanzen, vor allem die Binsenschneide (Cladium mariscus), gedeihen lässt. Die ausgedehnten Bestände der Binsenschneide stellen ihr größtes Vorkommen in Westeuropa dar.
In den flacheren Bereichen findet man verschiedene Arten von Rohrkolben, die Flecht-Simse (Scirpus lacustris), Strand-Simse (Syn.: Scirpus maritimus) und Binsen.
Zu den charakteristischsten Pflanzenbeständen des Nationalparks gehören die von Charophyten gebildeten Unterwasserwiesen, hier herrschen Armleuchteralgen (Chara) vor. Auf den überschwemmten Flächen bilden sie fast durchgängige Bestände.
Vereinzelt gedeiht an erhöhten Stellen die Französische Tamariske als einzige im Park vorkommende Baumart.

### Tierwelt
Zu den Zugvögeln des Parks gehören unter anderem Purpurreiher (Ardea purpurea), Graureiher (Ardea cinerea), Seidenreiher (Egretta garzetta), Nachtreiher (Nycticorax nycticorax), die Rohrdommel (Botaurus stellaris), Kolbenente (Netta rufina), Löffelente (Anas clypeata), Pfeifente (Anas penelope), Spießente (Anas acuta), Krickente (Anas crecca), Baumfalke (Falco subbuteo), Ohrentaucher (Podiceps auritus), Schwarzhalstaucher (Podiceps nigricollis), Stelzenläufer (Himantopus himantopus), der Cistensänger (Cisticola juncidis) und die Bartmeise (Panurus biarmicus).

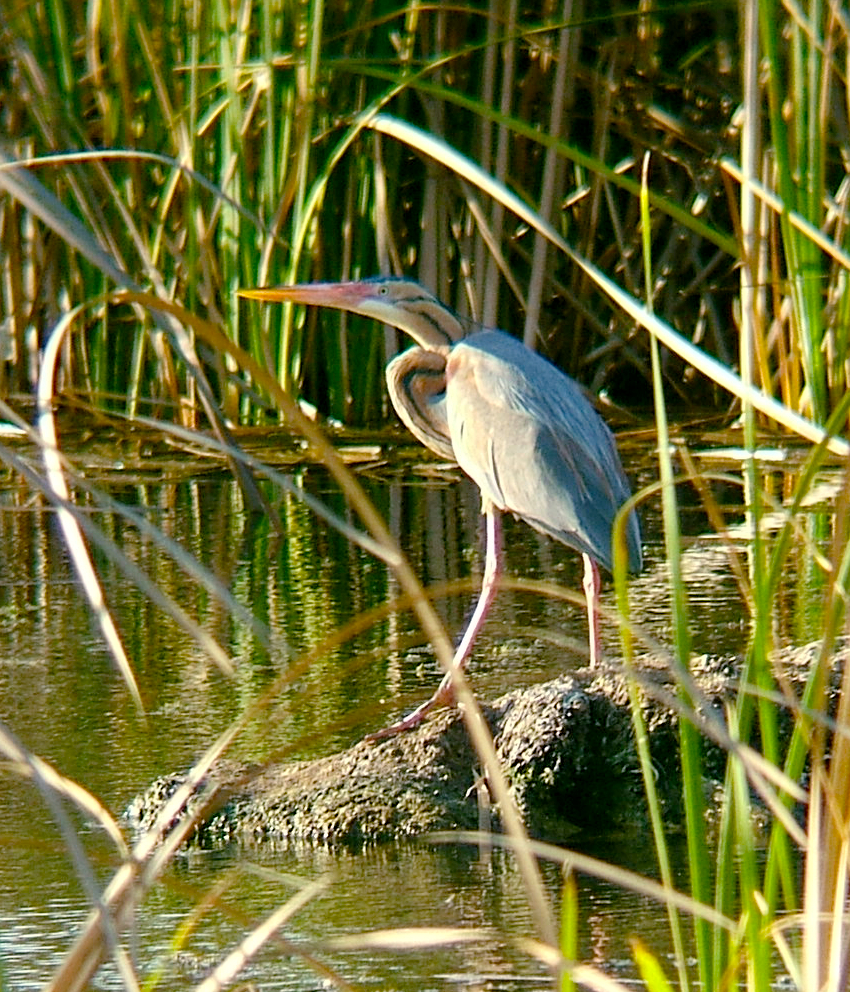
Purpurreiher (Ardea purpurea)

Zu den sesshaften Tieren zählt der früher sehr häufige Dohlenkrebs (Austropotamobius pallipes), dessen Fang eine wichtige Einkommensquelle der Einwohner von Daimiel war und der heute in der Region fast ausgestorben ist.
Seit dem Einsetzen des Hechts (Esox lucius) gingen die Bestände von Barbe (Barbus barbus), Karpfen (Cyprinus carpio) und Döbel (Leuciscus cephalus) so sehr zurück, dass sie ganz aus dem Park verschwinden könnten.
Im Frühjahr und Sommer kann man Amphibien und Reptilien wie Europäischen Laubfrosch (Hyla arborea), Seefrosch (Rana ridibunda), Erdkröte (Bufo bufo) und Feuersalamander (Salamandra salamandra) antreffen, ebenso die „Wasserschlangen“ Ringelnatter (Natrix natrix) und Vipernatter (Natrix maura).
Säugetiere, die im Nationalpark vorkommen, sind beispielsweise Europäischer Iltis (Mustela putorius), Rotfuchs (Vulpes vulpes), Fischotter (Lutra lutra) und die Ostschermaus (Arvicola amphibius), in der Umgebung leben Wildkaninchen (Oryctolagus cuniculus), Kaphase (Lepus capensis) Mauswiesel (Mustela nivalis) und Wildschwein (Sus scrofa).
Erwähnenswert sind auch das Vorkommen von Rohrweihe (Circus aeruginosus), Blässhuhn (Fulica atra), Teichralle (Gallinula chloropus), Stockente (Anas platyrhynchos), Schnatterente (Anas strepera), Eisvogel (Alcedo atthis), Moorente (Aythya nyroca) und Reiherente (Aythya fuligula).